# 'Igginbottom
 'Igginbottom is een Britse muziekgroep, die bestond gedurende de jaren 1968 en 1969. 'Igginbottom is een van de vele verbasteringen van Higginbottom, Higginbotham etc.
De naam van de band kwam spontaan op toen Michael Jackson van Love Affair op bezoek ging in Yorkshire, alwaar hij zijn oude vrienden Steve Robinson en Allan Holdsworth tegenkwam, die een (tot dan toe naamloos) bandje hadden gevormd. De muziek was een vreemd klinkende combinatie van rock en jazz. Het gezelschap bestond verder uit Mick Skelly en Dave Freeman. Jackson zag wel wat in de band en haalde zijn vrienden Morgan Fisher en Maurice Bacon (beiden ook Love Affair) over een langspeelplaat voor het kwartet te produceren. De band trad al op onder meer in de befaamde Ronnie Scott's Club. Scott was dermate onder de indruk dat hij ook wel een voorwoord/inleiding op het album wilde schrijven. Een andere link tussen Scott in 'Igginbottom is dat hij met Jackson, Baconen Peter King het management Mimo vormde alwaar de band zich bij aansloot.
De band kwam maar tot één album: 'Igginbottom's wrench. Holdsworth nam later afstand van het album. Dat kon echter niet verhinderen dat het album ook wel verscheen onder de groepsnaam Allan Holdsworth & Friends.
Na de opnamen van dat album zou Allan Holdworth de wijde wereld intrekken en in tal van bands en gelegenheidsformaties (mee-)spelen (onder andere Soft Machine en UK), maar hij leverde ook een hele rij soloalbums af te beginnen bij Velvet darkness en I.O.U., alwaar het nummer "Out from under" van Stevenson op verscheen. Freeman drumde verder bij First Aid met album Nostradamus. Een van de producers, Morgan Fisher speelde een tijdlang in Mott the Hoople en Mott, maar leverde ook een soloalbum af.

## Discografie
- 1969: 'Igginbottom's wrench